# Франсиско де Паула де Бурбон-и-де-ла-Торре
Франсиско де Паула де Бурбон-и-де-ла-Торре (исп. Francisco de Paula de Borbón y La Torre; 16 января 1882, Мадрид — 6 декабря 1953, Мадрид) — испанский аристократ и военный деятель, генерал-капитан и депутат испанского парламента.

## Биография
Родился в Мадриде 16 января 1882 года. Старший сын Франсиско де Паула де Бурбона и Кастельви (1853—1942) и от первого брака с Марией Луизой де ла Торре (1856—1887). Внук инфанта Энрике де Бурбона, 1-го герцога Севильского (1823—1870). Троюродный брат короля Испании Альфонсо XIII.
После провозглашения Второй Испанской республики в 1931 году Франсиско де Паула де Бурбон остался в Испании. 10 августа 1932 года Франсиско де Паула де Бурбон участвовал в неудачном военном перевороте под руководством генерала Хосе Санхурхо. После неудачи мятежа он вынужден был покинуть страну.
После переворота в июле 1936 года Франсиско де Паула де Бурбон-и-де-ла-Торре вернулся в Испанию и вступил в ряды франкистской армии, приняв участие в Гражданской войне в Испании в звании полковника пехотного полка. В мае 1938 года он был повышен до чина бригадного генерала. К концу ражданской войны Франсиско де Паула де Бурбон был командующим армейского корпуса Кордова в области Пеньярроя-Пособланко на севере провинции Кордова. В августе 1939 года он был назначен командиром 11-й дивизии. Через некоторое время он был назначен генерал-капитаном седьмого военного округа в Вальядолиде. В 1943 году он получил выговор и был исключен с военной службы по обвинению в хищении продовольствия для армии. В феврале 1946 года Франсиско де Паула де Бурбон получил чин генерал-лейтенанта.
В 1935—1952 годах Франсиско де Бурбон-и-де-ла-Торре, получив разрешение своего кузена, короля Альфонсо XIII, являлся великим магистром Ордена Святого Лазаря.

## Семья и дети

Герб великого магистра Ордена Святого Лазаря Франсиско де Паула де Бурбона

21 августа 1907 года Франсиско де Бурбон-и-де-ла-Торре женился на своей двоюродной сестре Энрикете де Бурбон и Параде (28 июня 1888 — 5 ноября 1968), 4-й герцогине Севильской (1919—1967), младшей дочери Энрике де Бурбона и Кастельви, 2-го герцога Севильского (1848—1894). В браке у них родились трое детей:
- Изабелла де Бурбон (7 февраля 1908 — 13 января 1974), муж с 1935 года Ринальдо Баруччи (1900—1956)
- Энрике де Бурбон (19 апреля 1909 — 31 августа 1915)
- Франсиско де Бурбон и Бурбон (16 ноября 1912 — 18 ноября 1995), 1-я жена с 1942 года Энрикета Эскасани и Мигель (1925—1962), 2-я жена с 1967 года Мария Гарсия де Лопес и Сальвадор (род. 1928).

## Орден Святого Лазаря
Франсиско де Паула де Бурбон-и-де-ла-Торре в 1930 году был назначен генерал-лейтенантом Ордена Святого Лазаря. 12 декабря 1935 года король в изгнании Альфонсо XIII назначил своего кузена Франсиско де Бурбона-и-де-ла-Торре великим магистром Ордена Святого Лазаря. Это была чисто символическая должность, так как ещё в 1933 году испанские республиканцы, пришедшие к власти, отменили все прежние королевские указы и организации . Орден Святого Лазаря в Испании был официально признан испанским республиканским правительством 9 мая 1940 года.

## Награды
- Большой Крест Ордена Святого Херменегильдо (30 июля 1940 года)[6]
- Большой Крест Ордена Военных заслуг (Испания) (29 сентября 1943)[7].
- Орден Эстонского Красного Креста I степени (24 февраля 1935, Эстония)[8].